# Partido dos Trabalhadores da Coreia
Partido dos Trabalhadores da Coreia ou PTC (em coreano: 조선로동당; hanja: 朝鮮勞動黨; rr: Chosŏn Rodongdang) é o partido político fundador e governante da República Popular Democrática da Coreia (Coreia do Norte) e o maior partido representado na Assembleia Popular Suprema. O PTC é o único partido governante da Coreia do Norte, embora conviva oficialmente com outros dois partidos legais que compõem a Frente Democrática para a Reunificação da Pátria. Foi fundado em 1949 com a fusão do Partido dos Trabalhadores da Coreia do Norte e do Partido dos Trabalhadores da Coreia do Sul. O PTC também controla a quinta maior força armada do mundo, o Exército Popular da Coreia. Este partido político (e todas os outros da RPDC) permanece ilegal na Coreia do Sul (oficialmente a República da Coreia) sob o Ato de Segurança Nacional da Coreia do Sul e é sancionado por Austrália, União Europeia, ONU e os Estados Unidos.
O PTC é organizado de acordo com o sistema ideológico monolítico e o conceito de "Grande Líder", um sistema e uma teoria concebidos por Kim Yong-ju e Kim Jong-il. O corpo mais alto do PTC é formalmente o Congresso. Entretanto, na prática, um Congresso ocorre com pouca frequência. Entre 1980 e 2016, não houve congressos. Embora o PTC seja, de forma organizacional, semelhante aos partidos comunistas, na prática é muito menos institucionalizado e a política informal desempenha um papel maior do que o habitual. Instituições como o Comitê Central, o Escritório de Política Executiva, a Comissão Militar Central (CMC), o Politburo e o Comitê Permanente do Politburo têm muito menos poder do que o formalmente concedido pelo estatuto do partido, que é pouco mais do que um documento nominal. Kim Jong-un é o atual líder do PTC, atuando como presidente e presidente do CMC.
O PTC está comprometido com o Juche, uma ideologia que foi descrita como uma combinação de marxismo, coletivismo e nacionalismo, e na 4ª Conferência (realizada em 2012) o estatuto do partido foi alterado para afirmar que "Kimilsungismo-Kimjongilismo" era "a única ideia orientadora do partido." Na 3ª Conferência (realizada em 2010), o PTC retirou uma frase do preâmbulo que expressa o compromisso do partido "para construir uma sociedade comunista", substituindo-a por uma nova adesão ao Songun, isto é, as "políticas militares primeiro". No entanto, o comunismo segue sendo a ideologia oficial e também ao mesmo tempo continua a ser o principal (e o único) guia e pensamento político do partido e do Estado norte-coreano. A ideologia do partido centrou-se recentemente nos inimigos imperialistas percebidos pelo partido e pelo estado e na legitimação do domínio da família Kim sobre o sistema político. Antes do surgimento do Juche, e mais tarde, do Songun, o partido também se comprometia com o pensamento marxista-leninista, com importância cada vez mais reduzida com o tempo.
O emblema do PTC é uma adaptação da foice e martelo, com um pincel tradicional de caligrafia coreana. Os símbolos representam trabalhadores industriais (martelo), camponeses (foice) e intelectuais (pincel de tinta).

## História

### Fundação e primeiros anos (1945-1953)
Em 13 de Outubro de 1945, foi estabelecido o escritório norte-coreano do Partido Comunista da Coreia, sendo Kim Yong-bom seu primeiro presidente. No entanto, o escritório permaneceu subordinado ao comitê central do partido (com sede em Seul e liderado por Pak Hon-Yeong). Dois meses depois, na terceira sessão plenária do escritório, Kim Yong-bom foi substituído por Kim Il-sung (um evento provavelmente orquestado pela União Soviética). Na primavera de 1946, o Gabinete da Coreia do Norte tornou-se o Partido Comunista da Coreia do Norte, com Kim Il-Sung como seu presidente eleito.  Em 22 de Julho de 1946, as autoridades soviéticas da Coreia do Norte estabeleceram a Frente Nacional Democrática Unida, uma Frente Popular liderada pelo Partido Comunista da Coreia do Norte. O Partido Comunista da Coreia do Norte logo se fundiu com o Partido Popular Novo da Coreia, um partido composto principalmente por comunistas da China. Em 28 de Julho de 1946, uma comissão especial dos dois partidos ratificou a fusão e tornou-a oficial no dia seguinte. Um mês depois (28-30 de Agosto de 1946), o partido realizou seu congresso fundacional, estabelecendo o Partido dos Trabalhadores da Coreia do Norte (PTCN). O congresso elegeu o ex-líder do Partido Popular Novo da Coreia, Kim Du-bong como o primeiro presidente, com Kim Il-sung, seu vice-presidente designado. No entanto, apesar de sua posição formal na hierarquia do partido, Kim Il-sung permaneceu seu líder.

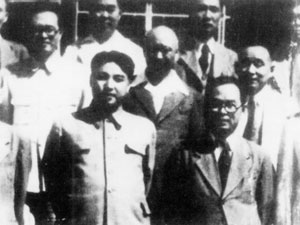
Em primeiro plano: Kim Il-sung (esquerda) e Pak Hon-yong em Pyongyang (1948)

O controle do partido aumentou em todo o país após o congresso. De 27 a 30 de março de 1948 o PTCN convocou o seu 2.º Congresso. Enquanto Kim Du-bong ainda era o chefe formal do partido, Kim Il-sung apresentou o relatório principal ao congresso. Nele, afirmou que a Coreia do Norte era "uma base para a democracia", em contraste com a Coreia do Sul (o que, segundo ele, era ditatorial). Em 28 de Abril de 1948, uma sessão especial da Assembleia Popular Suprema aprovou a constituição (proposta e escrita pelos quadros do PTCN), que levou ao estabelecimento oficial de uma Coreia do Norte independente. Não pediu o estabelecimento de uma Coreia do Norte independente, mas uma Coreia (comunista) unificada. A capital da República Popular Democrática da Coreia (RPDC) seria Seul, não Pyongyang. Kim Il-sung foi o chefe de governo designado do novo estado, com Kim Du-bong liderando o legislativo. Um ano depois, em 30 de Junho de 1949, o Partido dos Trabalhadores da Coreia foi criado com a fusão do PTCN e do Partido dos Trabalhadores da Coreia do Sul.
Kim Il-sung não era um defensor convicto da reunificação militar da Coreia. Esse papel foi desempenhado pelos comunistas sul-coreanos, liderados por Pak Hon-yong. Após várias reuniões com Josef Stalin (líder da União Soviética), em 25 de Junho de 1950, os norte-coreanos invadiram a Coreia do Sul. Isso começou a Guerra da Coreia. Com a intervenção estadunidense na guerra, a RPDC quase entrou em colapso, mas foi salva pela intervenção chinesa no conflito. A guerra teve o efeito de enfraquecer a influência soviética sobre Kim Il-sung e o PTCN. Por volta desta época, ressaltaram-se as principais falhas no início da política do PTCN. Quatro facções formaram: doméstica (um grupo de quadros do PTCN que permaneceram na Coreia durante o governo japonês), coreanos soviéticos (coreanos enviados da União Soviética), Yanan (coreanos da China) e guerrilheiros (facção pessoal de Kim Il-Sung). No entanto, Kim não conseguiria fortalecer sua posição até o fim da guerra.

### A consolidação de Kim Il-Sung no poder (1953-1980)

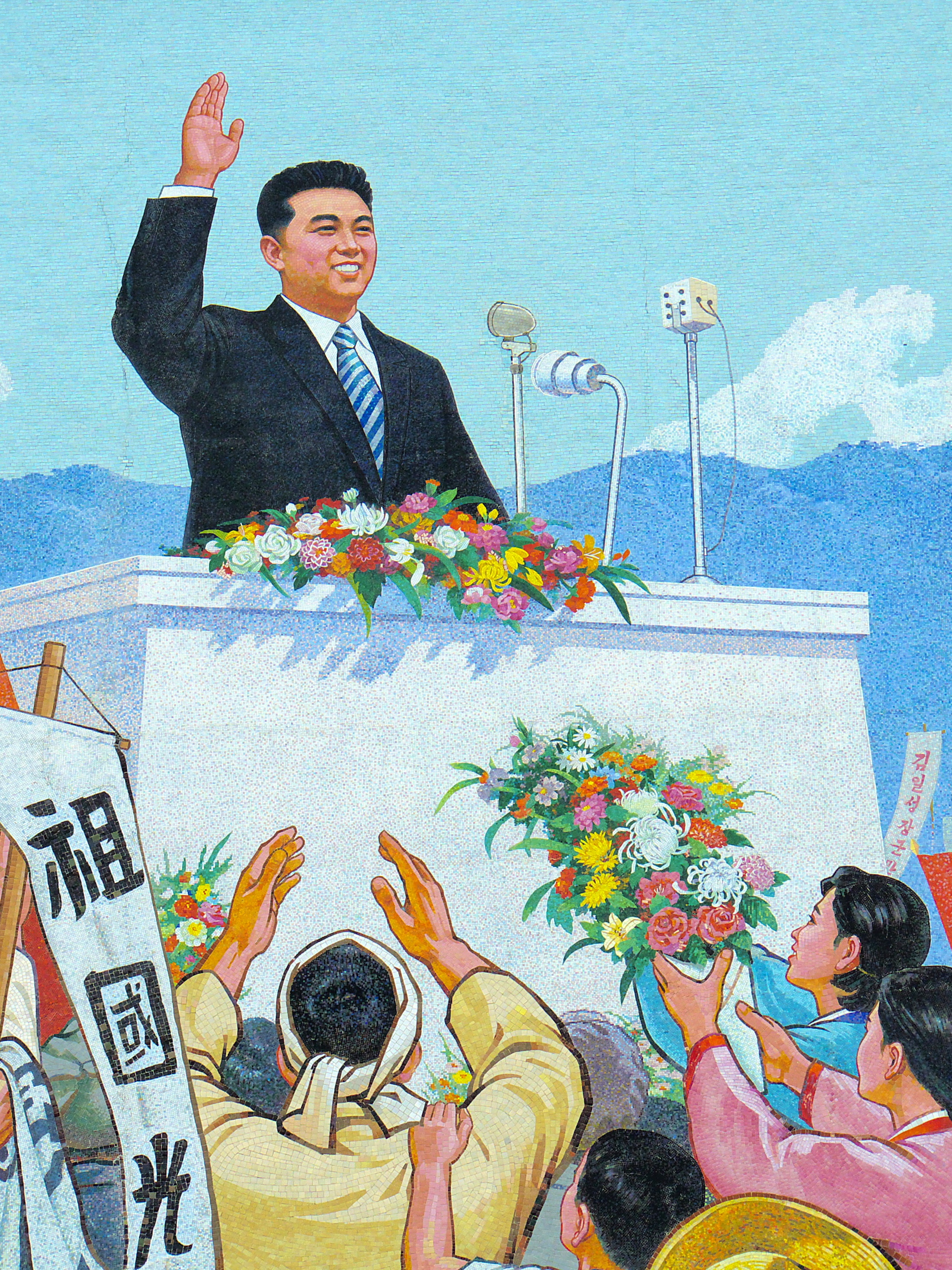
Mosaico de propaganda, que comemora o regresso triunfante de Kim Il-sung ao lar, depois de libertar a Coreia do Japão.

As relações pioraram entre o PTC e o Partido Comunista da União Soviética (PCUS), quando o sucessor de Stalin, Nikita Khrushchov, promoveu a política de desestalinização. Durante o conflito sino-soviético, um conflito ideológico entre o PCUS e o Partido Comunista da China (PCC), Kim Il-sung manobrava entre as duas superpotências socialistas e ao fazê-lo, enfraqueceu sua influência no PTC. Em 1962, Kim Il-sung e o PTC favoreceram o PCC sobre o PCUS na luta ideológica e "por alguns anos, a Coreia do Norte apoiou quase incondicionalmente a posição chinesa em todas as questões importantes". O principal conflito entre o PTC e o PCUS durante esse período foi que Kim Il-sung não apoiou a denúncia do stalinismo (incluindo o culto à personalidade de Stalin), a criação de uma liderança coletiva e a teoria da convivência pacífica entre os mundos capitalista e socialista. Kim Il-sung acreditava que a coexistência pacífica era sinônimo de capitulação e sabia que a desestalinização na Coreia do Norte efetivamente acabaria com seu poder ilimitado sobre o PTC. O resultado da agonia das relações entre o PCUS e o PTC foi que a União Soviética suspendeu o auxílio à Coreia do Norte. Como resultado, várias indústrias estavam à beira do desastre e China não estava disposta a aumentar a ajuda à Coreia do Norte. Mao Tsé-Tung começou a Revolução Cultural Chinesa pouco depois, um evento criticado pelo PTC como "oportunismo de esquerda" e uma manifestação da "teoria trotskista de uma Revolução Permanente". As relações com o PCUS e o PCC se estabilizaram durante a década de 1960, com o PTC deixando claro que permaneceria neutro no conflito sino-soviético, resultando no lançamento de 1966 do programa Juche, visando a autodeterminação nacional em todos os níveis. Isso, por sua vez, fortaleceu a posição de Kim Il-Sung no PTC.
A partir da década de 1960, o culto da personalidade de Kim Il-Sung atingiu novos níveis. Tal culto tinha sido maior que o de Stalin ou o de Mao até 1972, quando seu aniversário em 15 de Abril tornou-se o principal feriado nacional estátuas dele começaram a ser construídas em todo o país. Kim tornou-se conhecido como "Grande Líder", o "Sol da Nação", "O Grande Vitorioso General de Ferro" e "Marechal Todo-Poderoso da República" nas publicações do PTC e estatais. A propaganda oficial afirmou que "a lealdade ao líder" era uma das principais características de qualquer coreano.
Kim Il-sung e sua facção de guerrilha haviam purgado o PTC de suas facções rivais durante as década de 1950 e 1960, para o desânimo tanto do PCC quanto do PCUS. A facção doméstica foi a primeira a ir (em 1953-55), seguida da facção de Yan'an em 1957-58 e dos coreanos soviéticos (juntamente com qualquer outra pessoa considerada infiel à liderança do PTC) na purga de 1957-62. De acordo com o historiador Andrei Lankov, "Kim Il-sung tornou-se não só supremo, mas também o governante onipotente da Coreia do Norte - não mais apenas o 'primeiro entre os iguais' ", como aconteceu no final dos anos 1940." Depois de eliminar a oposição no PTC, Kim Il-sung consolidou sua base de poder com nepotismo e sucessão hereditária na família Kim e na facção guerrilheira. A partir do final da década de 1980, "uma proporção alta (e crescente) de altos funcionários da Coreia do Norte eram filhos de altos funcionários". Desde a década de 1960, Kim Il-sung havia designado membros da família para cargos de poder. No início da década de 1990, uma quantidade de escritórios nacionais de liderança eram ocupados por pessoas em sua família: Kang Song-san (primeiro-ministro do Conselho Administrativo e membro da Secretaria do PTC), Pak Song-chol (vice-presidente), Hwang Jang-yop e Kim Chung-rin (membros da secretaria do PTC), Kim Yong-sun (chefe do departamento internacional de PTC e membro da secretaria do partido), Kang Hui-won (secretário do comitê municipal do PTC de Pyongyang e vice-primeiro Ministro do conselho administrativo), Kim Tal-hyon (ministro do comércio exterior), Kim Chan-ju (ministro da agricultura e vice-presidente do conselho de administrativo) e Yang Hyong-sop (presidente da Academia de Ciências Sociais e presidente da Assembleia Popular Suprema). Esses indivíduos foram nomeados unicamente por causa de seus vínculos com a família Kim e presumivelmente manterão seus cargos enquanto a família Kim controlar o PTC e o país. A razão para o apoio de Kim ao nepotismo (próprio e da facção guerrilheira) pode ser explicada pelo fato de que ele não queria que a burocracia do partido ameaçasse a dele - e o governo de seu filho, como ocorreu em outros estados socialistas.
Em primeiro lugar, os observadores estrangeiros acreditavam que Kim Il-sung estava planejando que seu irmão, Kim Yong-ju, o sucedesse. A autoridade de Kim Yong-ju aumentou gradualmente, até se tornar co-presidente do comitê de coordenação Norte-Sul. Do final de 1972 ao 6º Congresso do PTC, Kim Yong-ju tornou-se uma figura cada vez mais remota no regime. No 6º Congresso, perdeu seus assentos do Politburo e do Comitê Central  e os rumores de que Kim Il-sung começou a preparar Kim Jong-il em 1966 foram confirmados. De 1974 ao 6º Congresso, Kim Jong-il (chamado "Centro do Partido" pela mídia norte-coreana) foi o segundo homem mais poderoso da Coreia do Norte. Sua seleção foi criticada, com seu pai acusado de criar uma dinastia ou transformar a Coreia do Norte num estado feudal.

### Visão ideológica e governo de Kim Jong-il (1980-2011)

Embora Kim Jong-il dirigisse o PTC sem pretensão de obedecer ao estatuto do partido, este foi revitalizado na 3ª Conferência no final de seu governo.

Com a nomeação oficial de Kim Jong-il como herdeiro aparente no 6º Congresso, o poder tornou-se mais centralizado na família Kim.  Funcionários do PTC começaram a falar abertamente sobre sua sucessão e, a partir de 1981, ele começou a participar (e dirigir) os assuntos. Em 1982, ele foi feito herói da República Popular Democrática da Coreia e escreveu o livro Sobre a Ideia Juche. Enquanto observadores estrangeiros acreditavam que a nomeação de Kim Jong-il aumentaria a participação da nova geração, em Sobre a Ideia Juche, ele deixou claro que sua liderança não marcaria o início de uma nova geração de líderes. O PTC não pôde resolver a crise que a liderança que Kim Il-sung e Kim Jong-il enfrentavam em casa e no exterior, em parte por causa da gerontocracia no mais alto nível do PTC e do estado.
Com a morte de O Jin-u em 25 de Fevereiro de 1995, Kim Jong-il tornou-se o único membro vivo restante do Comitê Permanente do Politburo (o mais alto órgão do PTC quando o Politburo e o Comitê Central não estão em sessão). Embora nenhuma lista de membros da Comissão Militar Central do PTC (o mais alto órgão do partido sobre assuntos militares) fosse publicada de 1993 a 2010, houve sinais claros de movimento na hierarquia militar em 1995. Para o 50º aniversário do PTC, Kim Jong-il iniciou uma remodelação do CMC (e da liderança militar em geral) para apaziguar a velha guarda e os funcionários mais jovens. Ele não reorganizou o Comitê Central do PTC ou o governo, no entanto, e durante a década de 1990 as mudanças em sua associação foram causadas principalmente porque seus membros morriam de causas naturais. A partir de 1995, Kim Jong-il favoreceu os militares sobre o PTC e o estado. Os problemas começaram a surgir como uma crise econômica, juntamente com a grande fome na Coreia do Norte em que, pelo menos meio milhão de pessoas morreram, enfraqueceu o controle do país. Em vez de recomendar reformas estruturais, Kim começou a criticar a falta de controle do PTC sobre a economia, criticando seus ramos locais e provinciais por sua incapacidade de implementar instruções de nível central. Num discurso comemorando o 50º aniversário da Universidade Kim Il-Sung, ele disse:
| “ | A razão pela qual as pessoas são leais às instruções do Comitê Central não é por causa de organizações e trabalhadores do partido, mas por minha autoridade. | ” |

Kim Jong-il disse que seu pai lhe havia dito para evitar intervir na economia do país, afirmando que era melhor deixar a questão para os especialistas. Após este discurso, a responsabilidade do PTC para controlar a economia foi dada ao Conselho Administrativo (o governo central). No final de 1996, Kim Jong-il concluiu que nem o PTC nem o governo central poderiam dirigir o país e começaram a transferir o controle para os militares.

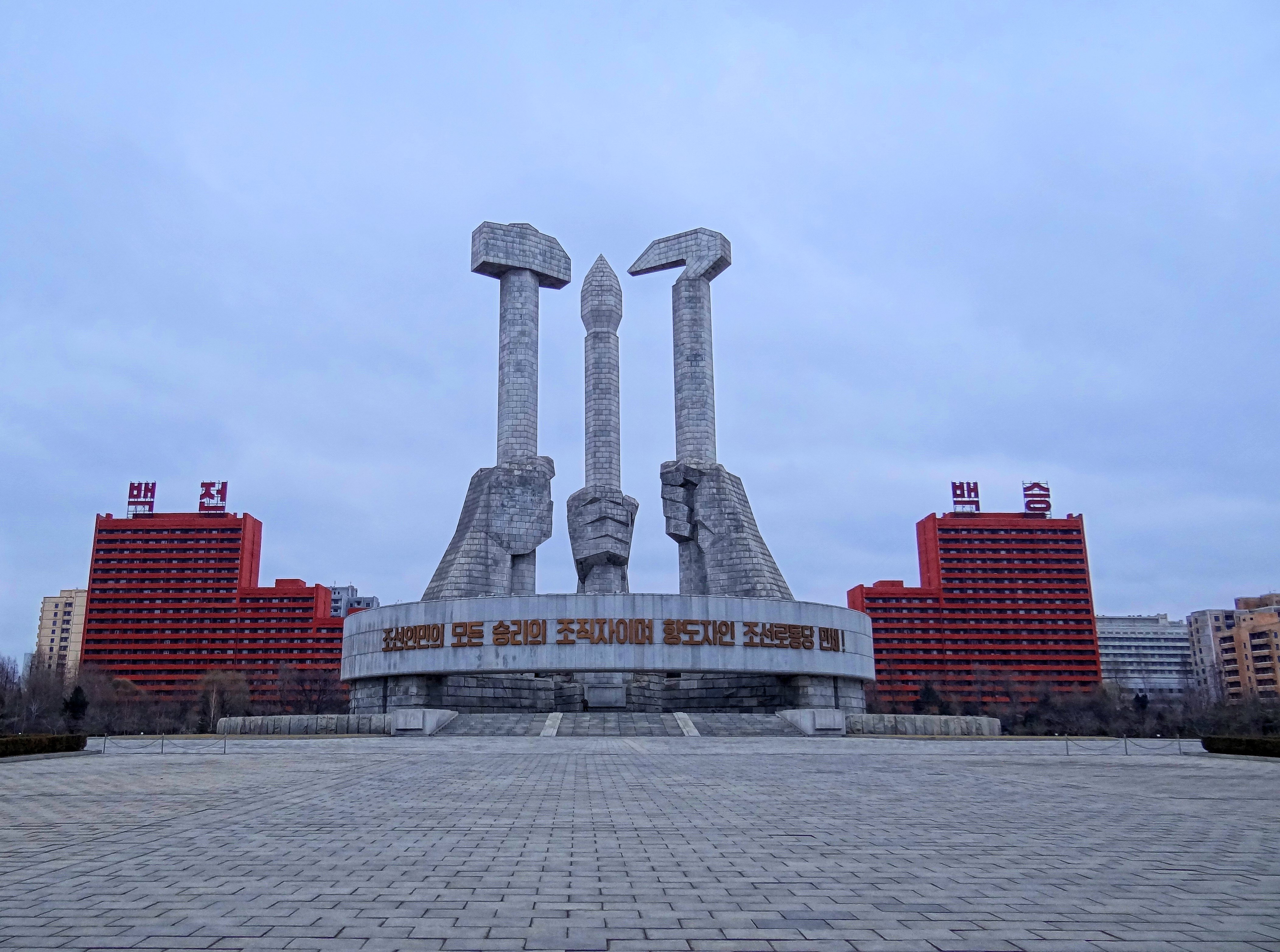
Monumento à Fundação do Partido erguido em Pyongyang em 1995.

Em 8 de Julho de 1997, o período de luto oficial de três anos para Kim Il-sung terminou. Mais tarde naquele ano, em 8 de Outubro, Kim Jong-il foi nomeado para o recém-criado cargo de Secretário Geral do Partido dos Trabalhadores da Coreia. Houve uma discussão considerável por especialistas estrangeiros sobre por que Kim Jong-il foi nomeado Secretário Geral do Partido dos Trabalhadores da Coreia, em vez de suceder com seu pai como Secretário Geral do Comitê Central do Partido dos Trabalhadores da Coreia. Numa clara violação do estatuto do PTC, Kim Jong-il foi nomeado Secretário Geral em anúncio conjunto do 6º Comitê Central e do CMC em vez de eleito por um plenário do Comitê Central. Embora acredite-se que Kim Jong-il chamaria um congresso pouco depois da sua nomeação (para eleger uma nova liderança do PTC), ele não o fez. O PTC não seria revitalizado organizacionalmente até a 3ª Conferência em 2010. Até então, Kim Jong-il governou como um autocrata. Apenas nas instituições do PTC consideradas importantes, novos membros e líderes foram designados para substituir os oficiais moribundos. A 10ª Assembleia Popular Suprema convocada em 5 de Setembro de 1998, alterou a constituição norte-coreana. A nova constituição conferiu a Kim Il-sung o título de "Presidente Eterno da República." A constituição alterada fez da Comissão de Defesa Nacional (CDN), anteriormente responsável pela supervisão dos militares, o órgão mais alto do estado. Embora a nova constituição tenha dado ao gabinete e ao CDN mais independência dos funcionários do PTC, não enfraqueceu o partido. Kim Jong-il permaneceu como secretário-geral do PTC, controlando o Departamento de Organização e Orientação (DOO) e outras instituições. Embora a composição central da liderança do PTC não tenha sido renovada de um único golpe até 2010, o partido manteve seu papel importante como organização de massa.
Em 26 de Junho de 2010, o Politburo anunciou que estava convocando delegados para a 3ª Conferência, com a explicação oficial de que a necessidade de "refletir as demandas do desenvolvimento revolucionário do Partido, que está enfrentando mudanças críticas para provocar o forte e próspero desenvolvimento do Estado e do Juche." A conferência se reuniu em 28 de setembro, revisando o estatuto do partido elegendo (e demitindo) membros do Comitê Central, Secretaria, Político, Comissão Permanente e outros órgãos. Kim Jong-un foi confirmado como herdeiro aparente. O vice-marechal Ri Yong-ho e o general Kim Kyong-hui (irmão de Kim Jong-il) foram nomeados para posições de liderança no Exército Popular da Coreia e do PTC para ajudá-lo a consolidar o poder. No ano seguinte, em 17 de Dezembro de 2011, Kim Jong-il morreu.

### Governo de Kim Jong-un (desde 2011)
Após a morte de Kim Jong-il, a elite norte-coreana consolidou a posição de Kim Jong-un. Ele foi declarado responsável pelo país quando o relatório oficial da morte de seu pai foi publicado em 19 de Dezembro. Em 26 de Dezembro de 2011, o jornal oficial Rodong Sinmun saudou-o como líder supremo do partido e do estado. Em 30 de Dezembro, uma reunião do Politburo nomeou-o oficialmente Comandante Supremo do Exército Popular da Coreia, depois de ter sido designado para o cargo por Kim Jong-il em Outubro de 2011 (no aniversário de Kim Jong-il, tornando-se secretário geral). Apesar de não ser membro do Politburo, Kim Jong-un foi nomeado para o cargo não oficial de líder supremo do Partido dos Trabalhadores da Coreia.
Após as comemorações do 70º aniversário de nascimento de Kim Jong-il, durante o qual recebeu o título de Taewonsu - geralmente traduzido como "Grande Marechal" ou "Generalíssimo" - em 18 de Fevereiro, o Politburo anunciou a 4ª Conferência do Partido (prevista para meados de Abril de 2012, perto da 100º aniversário de nascimento de Kim Il-sung) "para glorificar a vida revolucionária sagrada e os feitos de Kim Jong-il para todas as idades e realizar a causa Juche, a causa revolucionária Songun, que renovou-se em torno de Kim Jong-un".
Na 4ª Conferência, em 11 de Abril, Kim Jong-il foi declarado "Secretário Eterno" e Kim Jong-un foi eleito para o novo cargo de Primeiro Secretário do Partido dos Trabalhadores da Coreia e o Comitê Permanente do Politburo. A conferência proclamou Kimilsungism-Kimjongilism "a única ideia orientadora do partido".
Em Dezembro de 2013, o partido experimentou sua primeira luta interna aberta após décadas com a purga de Chang Song-taek.
Depois de organizar um enorme desfile militar em comemoração ao 70º aniversário do partido em 10 de Outubro de 2015, o Politburo anunciou que seu 7º Congresso seria realizado em 6 de Maio de 2016 após um hiato de 36 anos. O congresso anunciou o primeiro plano quinquenal desde a década de 1980 e deu a Kim Jong-un o novo título de presidente, que substitui o cargo anterior de primeiro secretário.

## Administração

### Grande Líder
Ao contrário do marxismo, que aponta a luta de classes como a força motriz do progresso histórico, a Coreia do Norte considera a humanidade a força motriz da história. "As massas populares são colocadas no centro de tudo e o líder é o centro das massas". O Juche é uma ideologia antropocêntrica na qual "o homem é o mestre de tudo e decide tudo". Semelhante ao pensamento marxista-leninista, o Juche acredita que a história é governada por leis, mas apenas o homem impulsiona o progresso: "as massas populares são os impulsionadores da história". No entanto, para que as massas sejam bem sucedidas, eles precisam de um "Grande Líder". O marxismo-leninismo argumenta que as pessoas irão liderar, com base na sua relação com a produção. Na Coreia do Norte, um grande líder é considerado essencial, e isso ajudou Kim Il-sung a estabelecer uma regra de "um homem". 
Esta teoria torna o Grande Líder um líder absoluto e supremo. A classe trabalhadora não pensa por si só, mas através do Grande Líder; ele é o autor intelectual da classe trabalhadora e seu único representante legítimo. A luta de classes só pode ser realizada através do Grande Líder. Tarefas difíceis em geral (e mudanças revolucionárias em particular) só podem ser introduzidas através de e, por ele. Assim, no desenvolvimento histórico, o Grande Líder é a força principal da classe trabalhadora; ele é um ser humano impecável e incorruptível que nunca comete erros, é sempre benevolente e reúne em benefício das massas (classe trabalhadora). Para que o sistema do Grande Líder funcione, uma ideologia unitária deve estar em vigor. Na Coreia do Norte, isso é conhecido como o sistema ideológico monolítico.

#### Dinastia Kim
A "dinastia Kim" começou com Kim Il-sung, o primeiro líder do PTC e da Coreia do Norte. A ideologia oficial é que o sistema norte-coreano funciona "bem" porque foi estabelecido por Kim Il-sung, cujos sucessores seguem sua linhagem. Todos os filhos são educados na "história revolucionária do Grande Líder" e na "história revolucionária do Caro Líder" (Kim Jong-il). A primeira escolha de Kim Il-sung como sucessor foi Kim Yong-ju, seu irmão, mas depois decidiu nomear seu filho Kim Jong-il. Esta decisão foi formalizada no 6º Congresso. Kim Jong-il nomeou seu filho mais novo, Kim Jong-un, como seu sucessor na 3ª Conferência em 2010, e seu filho o sucedeu no início de 2011. Por causa da sucessão familiar e da nomeação de membros da família para o alto cargo, a família Kim foi chamada de "dinastia" e "família real". Suh Dae-sook, o autor de Kim Il Sung: The North Korean Leader, observa que "o que ele [Kim Il-sung] construiu no norte, no entanto, lembra mais um sistema político para acomodar seu governo pessoal do que um Estado comunista/socialista na Coreia. Não é o sistema político que ele construiu que irá sobreviver a ele, é seu filho [Kim Jong-il], a quem ele designou herdeiro, que irá suceder o seu reinado." A família Kim (Kim Il-sung, Kim Jong-il e Kim Jong-un) foi descrita como uma monarquia absoluta de fato ou "ditadura hereditária." Em 2013, a cláusula 2 do Artigo 10 dos Novos Princípios Fundamentais do Partido dos Trabalhadores da Coreia, editado, afirma que o partido e a revolução devem ser "eternamente" transmitidos pela "linhagem" (de Kim) Baekdu.

### Sistema ideológico monolítico
Os Dez Princípios para o Estabelecimento de um Sistema Ideológico Monolítico são um conjunto de dez princípios e 65 cláusulas que estabelecem padrões de governança e orientam os comportamentos do povo da Coreia do Norte. Os Dez Princípios vieram substituir a constituição ou édito nacional pelo Partido dos Trabalhadores e, na prática, servem como lei suprema do país.

### Songbun
Os tomates, que são completamente vermelhos até o centro, são considerados dignos comunistas; as maçãs, que são vermelhas apenas na superfície, são consideradas como passíveis de melhorias ideológicas; o que, para as uvas, é completamente impossível.

Os três principais grupos da sociedade norte-coreana (hostis, neutros e amigáveis ao PTC), descritos metafóricamente.
Songbun é o nome dado ao sistema de castas estabelecido em 30 de Maio de 1957 pelo Politburo do PTC quando adotou a resolução "Sobre a transformação da luta com elementos revolucionários em um movimento de todos os povos de todo o mundo" (também conhecido como Resolução de 30 de Maio). Isso levou a uma purga na sociedade norte-coreana em que cada indivíduo foi classificado por sua fidelidade ao partido e ao seu líder.
A purga começou com seriedade em 1959, quando o PTC estabeleceu um novo órgão de supervisão liderado pelo irmão de Kim Il-Sung, Kim Yong-ju. O povo da Coreia do Norte foi dividido em três "forças" (hostis, neutras ou amigáveis)  e a força na qual uma pessoa foi classificada era hereditária. As forças hostis não podem viver perto de Pyongyang (capital do país) ou outras grandes cidades, ou perto das fronteiras da Coreia do Norte com outros países. Songbun afeta o acesso a oportunidades educacionais e de emprego e, em particular, a elegibilidade para se juntar ao PTC. No entanto, sua importância diminuiu com a queda dos regimes comunistas na Europa Oriental e o colapso da economia norte-coreana (e do sistema de distribuição público) durante a década de 1990.

## Organização

### Líder do partido
O partido foi liderado por quatro escritórios durante a sua existência: Presidente do Comitê Central (1946-1966), Secretário Geral do Comitê Central (1966-1994, vago até 1997), Secretário Geral do Partido dos Trabalhadores da Coreia (1997 -2012) e Primeiro Secretário do Partido dos Trabalhadores da Coreia (desde 2012). O cargo de Presidente do Comitê Central foi estabelecido no 1º Congresso (realizado em Agosto de 1946) e elegeu Kim Du-bong (que não era membro da família Kim) no escritório. Foi substituído na segunda Conferência de outubro de 1966 pelo Secretário Geral do Comitê Central. Através deste escritório, Kim Il-sung tornou-se o chefe formal da Secretaria do partido. Após a morte de Kim Il-sung em 1994, o cargo ficou vago por três anos. Em 8 de outubro de 1997, Kim Jong-il foi nomeado para o novo cargo de Secretário Geral do Partido dos Trabalhadores da Coreia num anúncio conjunto do Comitê Central (CC) e da Comissão Militar Central (CMC) do Partido dos Trabalhadores de Coreia: "[O CC e o CMC] pronunciam o camarada Kim Jong-il como secretário geral do partido, com base nos desejos de todo o Exército do Povo, pessoas e membros do partido". Na 3ª Conferência, o estatuto do partido foi alterado para exigir que o secretário geral presidisse simultaneamente a Comissão Militar Central. Quando Kim Jong-il morreu, o PTC deixou o cargo de Secretário Geral vago na 4ª Conferência, tornando-o "Secretário Eterno." Kim Jong-un foi eleito para o cargo de Primeiro Secretário (mais tarde o de Presidente a partir de 2016) do Partido dos Trabalhadores da Coreia  que foi estabelecido para "representar e liderar toda o partido como chefe e... materializar as ideias e as linhas de Kim Il-sung e Kim Jong-il".

### Congressos e conferências
O congresso do partido é o corpo mais alto do PTC. Embora um congresso tenha sido previamente mandatado para ser convocado a cada cinco anos, a 3ª Conferência de Setembro de 2010 revisou o estatuto do partido para afirmar que o Comitê Central poderia convocar um congresso conforme desejado com seis meses de antecedência para o partido.
| Congressos: - 1.º Congresso (28-30 de agosto de 1946) - 2.º Congresso (27-30 de março de 1948) - 3.º Congresso (23-29 de abril de 1956) - 4.º Congresso (11-18 de setembro de 1961) - 5.º Congresso (2-13 de novembro de 1970) - 6.º Congresso (10-14 de outubro de 1980) - 7.º Congresso (6-9 de maio de 2016) | Conferências: - 1.ª Conferência (3-6 de março de 1958) - 2.ª Conferência (5-10 de outubro de 1966) - 3.ª Conferência (28 de setembro de 2010) - 4.ª Conferência (11 de abril de 2012) |

#### Estatuto
Comummente conhecida como Regras e Constituição, contém os estatutos do partido. Foi revisado na 3ª Conferência (sua primeira revisão desde o 6º Congresso em 1980)   para exigir que o Primeiro Secretário do partido também ocupe o cargo de Presidente da Comissão Militar Central do partido. O objetivo final do PTC foi mudado de "construir uma sociedade comunista" (embora o marxismo-leninismo ainda fosse mencionado)  para "encarnar [a] causa revolucionária do Juche em toda a sociedade". Isto foi elaborado na 4 ª Conferência, onde o kimilsungismo-kimjongilismo tornou-se "a única ideia orientadora do partido". O artigo que exige um congresso do partido a cada cinco anos foi alterado, e dois novos capítulos foram adicionados: "O Partido e o poder do povo" e "O logotipo do partido e a bandeira do partido".
Embora o estatuto seja o mais alto documento de jure do partido, Kim Il-sung e Kim Jong-il violaram o protocolo do partido durante o seus governos ao não convocarem congressos do partido ou sessões plenárias do Comitê Central. O estatuto é, de fato, impotente, uma vez que não há supervisão da conformidade a nível central.

#### Comitê central

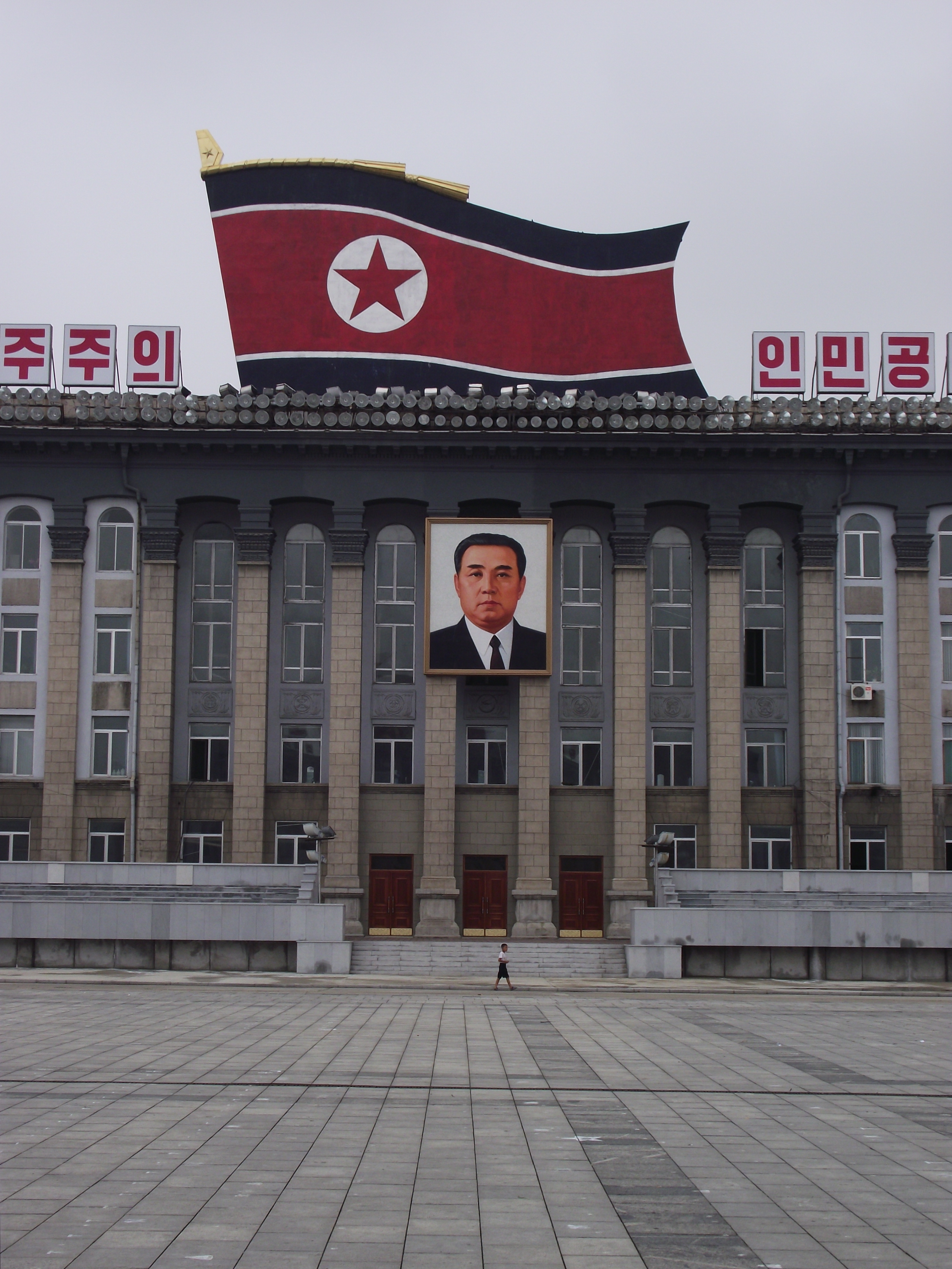
Sede do PTC e do Comitê Central, Pyongyang

O Comitê Central é, de acordo com o estatuto do partido, eleito pelos delegados de um congresso do partido. Na prática, no entanto, esse não foi o caso. Durante o governo de Kim Il-sung, ele e o resto da liderança central escolheram o Comitê Central e os delegados aprovavam uma lista preconcebida. Uma vez que nenhum congresso do partido foi realizado desde então, o 6º Comitê Central ainda permanece em sessão. A 3ª Conferência (realizada em Setembro de 2010) elegeu um novo Comitê Central. No entanto, o poder de dar-lhe um novo termo é detido pelo congresso do partido. O Comitê Central e seu aparelho ficaram muito enfraquecidos sob Kim Jong-il, com vários cargos permanecendo vagos. Começando em 2005, ele tomou várias medidas para revitalizar o partido, nomeando altos funcionários para novos postos. Pak Nam-gi foi nomeado chefe do Departamento de Planejamento e Finanças, e Chang Song-taek foi nomeado chefe do Departamento Administrativo. Ao supervisionar todas as questões de segurança, Jang foi indiretamente restaurado para seus deveres e responsabilidades como chefe do Departamento de Organização e Orientação. Geralmente, acredita-se que a tentativa de fortalecer o partido continuou sob Kim Jong-un.
O Comitê Central não é um órgão permanente e deve convocar, de acordo com o estatuto do partido, pelo menos uma vez a cada seis meses. No entanto, nenhum plenário do Comitê Central (reunião) foi realizado entre 1993 e 2010. De 1948 a 1961, realizaram-se uma média de 2,4 reuniões por ano, sobre a mesma taxa que o Comitê Central do Partido Comunista da União Soviética. As reuniões realizadas durante esse período freqüentemente não excederam um dia. O poder do Comitê Central não era definido pela frequência ou por quanto tempo se reúne, mas por seu aparelho; controlado pelo Politburo em vez do Comitê Central, o aparelho era o governo nominal da Coreia do Norte sob Kim Il-sung. O Comitê Central é composto por membros de pleno direito (quem podem votar nos plenários) e membros candidatos (que podem participar, mas não votar, nas reuniões, a menos que tomem o lugar de um membro efetivo incapaz de participar).

### Órgãos do comitê central

#### Politburo
O Politburo, anteriormente Comitê Político, era o mais alto órgão do PTC quando o Comitê Central não estava em sessão. O Politburo é o segundo órgão mais alto quando o Comitê Central não está em sessão. O mais alto é o Comitê Permanente do Politburo. O Politburo tem membros plenos (votantes) e candidatos (sem direito a voto) e atua como o ramo executivo e legislativo do partido quando o Comitê Central não está em sessão. Até a 3ª Conferência, o Politburo foi eleito pelo Comitê Central imediatamente após um congresso. Embora o estatuto do partido especifique que o Politburo deve reunir-se pelo menos uma vez por mês, há poucas evidências de que isso realmente aconteça. Os membros do Politburo podem atuar simultaneamente em comissões do partido ou do estado, como membros da Secretaria, do Comitê Central, do governo ou do aparelho do Comitê Central. Evidências sugerem que o Politburo funciona como o Politburo do Partido Comunista da União Soviética sob Stalin, com os membros do Politburo agindo como funcionários pessoais do líder do partido e não como decisores políticos.  Isso nem sempre foi o caso. Antes que Kim Il-sung purgasse a oposição do partido, o Politburo era um órgão de decisão onde as políticas poderiam ser discutidas. Desde a consolidação do poder de Kim Il-Sung, o Politburo transformou-se em um "corpo de carimbo". Os principais membros desapareceram sem explicação e o último foi Kim Tong-gyu, em 1977. Os membros do Politburo sob Kim Il-sung e Kim Jong-il não possuíam uma forte base de poder e dependiam do líder do partido para sua posição  e, por isso, o Politburo tornou-se um leal servo do líder do partido.
Semelhante ao Comitê Central, o Politburo estava inativo durante grande parte do governo de Kim Jong-il; no entanto, a 3ª Conferência elegeu novos membros do Politburo. Embora muitos observadores estrangeiros acreditassem que significaria uma mudança geracional, tal não ocorreu; o membro mais jovem tinha 53 anos e a idade média era 74 (com 12 membros acima dos 80 anos). A maioria dos novos membros eram auxiliares ou membros da família Kim. Kim Kyong-hui (irmã de Kim Jong-il) e Chang Song-thaek (marido de Kim Kyong-hui) foram nomeados membros plenos e candidatos, respectivamente. Vários dos protegidos de Hwang Jang-yop foram eleitos membros candidatos, incluindo Chu Sang Song (Ministro da Segurança do Povo), U Tong-chuk (Primeiro Diretor Adjunto do Departamento de Segurança do Estado) e Choe Ryong-hae (Secretário de Assuntos Militares). Pak Jong-su (Primeiro Chefe Adjunto do Departamento de Organização e Orientação), um dos principais facilitadores da sucessão de Kim Jong-un, foi nomeado membro candidato. A maioria dos novos membros eram membros do gabinete, funcionários militares, secretários de partido ou funcionários do estabelecimento de segurança. Dez membros da Comissão de Defesa Nacional e três vice-ministros foram nomeados para o Politburo. Os principais especialistas econômicos (como Hong Sok-syong e Tae Jong-su) e especialistas estrangeiros (como Kang Sok-chu, Kim Yong-il e Kim Yang-kon) se tornaram membros. Na 4ª Conferência, um terço do Politburo foi dispensado em aposentadorias e demissões não anunciadas. Jang Song-thaek, Pak To Chun e o vice-marechal Kim Jong-gak foram promovidos a candidatos para a adesão total; Hyon Chol Hae, Kim Won Hong e Ri Myong Su, todos membros da Comissão Militar Central, foram nomeados para a adesão completa do Politburo. Kwak Pom Gi, O Kuk Ryol, Ro Tu Chol, Ri Pyong Sam e Jo Yon Jun foram eleitos membros candidatos.

##### Comitê Permanente do Politburo
O Comitê Permanente do Politburo do Partido dos Trabalhadores da Coreia foi estabelecido no 6º Congresso em 1980 e tornou-se o órgão PTC mais alto quando o Politburo e o Comitê Central não estavam em sessão. Com a morte de Oh Jin-u em 1995, Kim Jong-il permaneceu o único membro do Comitê Permanente do Politburo ainda vivo. Os outros quatro (Kim Il-sung, Kim Il, Oh Jin U e Lee Jong-ok) morreram no cargo. Entre a morte de Oh Jin-u e a 3ª Conferência, não houve relatos de que Kim Jong-il ou a liderança do partido central planejassem a composição do Comitê Permanente. Stephan Haggard, Luke Herman e Jaesung Ryu, escrevendo para o Asian Survey em 2014, alegaram que o Comitê Permanente "claramente não era uma instituição efetiva".
A década de 1990 (especialmente após a morte de Kim Il-sung) começou um período em que qualquer pretensão de seguir o estatuto do PTC foi descartada. O Comitê Permanente do Politburo foi revitalizado na 3ª Conferência, com quatro novos membros nomeados: Kim Yong-nam (Presidente do Presidium da Assembleia Popular Suprema, Chefe de Estado), Choe Yong-rim (Primeiro-Ministro, Chefe de governo), Vice marechal Jo Myong-Rok (Diretor do Escritório Político Geral do Exército Popular da Coreia) e o Vice-Marechal Ri Yong-ho (Chefe do Estado Maior). A nomeação de dois oficiais militares foi considerada por observadores externos como uma garantia para a política militar de Kim Jong-il.  Acredita-se que Ri Yong-ho era guarda pessoal de Kim Jong-un na época, semelhante ao papel de Oh Jin-u durante o período inicial de Kim Jong-il. Na 4ª Conferência, o chasu (vice-marechal) Choe Ryong-hae foi nomeado para o Comitê Permanente.

#### Secretaria executiva
O Escritório de Política Executiva foi estabelecido na 2ª Conferência em Outubro de 1966 e foi semelhante ao seu homólogo no Partido Comunista da União Soviética (PCUS) durante a era Stalin. O chefe formal do Departamento de Políticas Executivas é o Presidente e foi responsável por supervisionar e implementar as políticas dos partidos e os órgãos supervisores. Embora o grau de independência do Departamento de Política Executiva seja desconhecido, provavelmente é subserviente ao líder do PTC (novamente, semelhante ao Secretariado do PCUS sob Stalin). Até 1966, o PTC não tinha um órgão similar ao da Secretaria, isso foi incomum, uma vez que uma Secretaria seria um dos corpos mais poderosos em outros partidos comunistas governantes. O Secretariado foi estabelecido durante uma luta de poder como forma de fortalecer o controle de Kim Il-Sung sobre as organizações de baixo escalão do partido. Por esta razão, a grande maioria dos membros da 1ª Secretaria eram membros plenos ou candidatos ao Politburo do PTC. Depois que a luta de poder terminou em 1967-1968, o status da Secretaria diminuiu. Isto "foi refletido pelo menor status dos quadros nomeados para a Secretaria nos últimos anos", especialmente no 6º Congresso. Naquele congresso, apenas três membros (dos nove) serviram simultaneamente como membros do Politburo: Kim Il-sung, Kim Jong-il e Kim Jung-rin (não membro da família Kim).
O prestígio da Mesa de Política Executiva continuou a diminuir durante o governo de Kim Jong-il, com cinco de seus doze membros morrendo durante o interregno entre a 21ª Sessão Plenária de dezembro de 1993 do 6º Comitê Central e a 3ª Conferência. Dos sete membros restantes, três foram aposentados na 3ª Conferência. Os quatro titulares foram Kim Jong-il, Kim Ki-nam (Chefe do Departamento de Propaganda e Agitação), Choe Tae-pok (Chefe do Departamento Internacional) e Hong Sok-syong (Chefe do Departamento de Finanças e Planejamento). Sete novos membros foram nomeados: Choe Ryong-hae como Secretário de Assuntos Militares, Mun Kyong-dok como Secretário de Assuntos de Pyongyang (através de seu escritório como Secretário do Comitê do PTC para a cidade Pyongyang), Pak To-chun como Secretário da Indústria da Defesa, Kim Yong-il como Secretário de Assuntos Internacionais (assumindo as funções de Choe Tak-pok), Kim Yang-kon como Secretário para Assuntos Sul-coreanos e Chefe do Departamento da Frente Unida, Kim Pyong-hae como Secretário do Pessoal e Thae Chong-su como Secretário De Assuntos Gerais (através de seu escritório como Chefe do Departamento de Assuntos Gerais). Na 4ª Conferência, não houve aposentadorias. Kim Kyong-hui (irmã de Kim Jong-il) e Kwak Pom-gi foram nomeados como membros e Kim Jong-un, através de seu escritório como Primeiro Secretário, substituiu o falecido Kim Jong-il.

#### Comissão militar central
A Comissão Militar Central (CMC) foi criada em 1962. Acredita-se que uma emenda de 1982 ao estatuto do PTC tornou o CMC igual ao Comitê Central, permitindo (entre outras coisas) eleger o líder do PTC. Apesar disso, alguns observadores acreditam que, na 3ª Conferência, o CMC tornou-se novamente responsável perante o Comitê Central. De acordo com o artigo 27 do estatuto do PTC, o CMC é o mais alto órgão do partido em assuntos militares. Ele controla o Exército Popular da Coreia, desenvolve e orienta seu armamento. Na prática, no entanto, o CMC é um corpo cerimonial subordinado à Comissão de Defesa Nacional. O presidente do CMC também é o primeiro secretário do PTC.
A última listagem pública do CMC foi na 21ª Sessão Plenária do 6º Comitê Central em Dezembro de 1993. Na 3ª Conferência, sete dos dezesseis membros de 1993 permaneceram. Os outros doze tinham morrido, se aposentaram ou foram purgados. O CMC foi revitalizado na 3ª Conferência, com Kim Jong-un e Ri Yong-ho eleitos como vice-presidentes. Com exceção da adesão de seu comitê central, este era o único título de Kim Jong-un neste momento. Em muitos aspectos, o CMC permitiu que ele desenvolvesse uma rede de patrocínio. Novos membros incluíram o vice-marechal Kim Yong-chun (Ministro das Forças Armadas do Povo), o General Kim Myong-ruk (Chefe do Escritório de Operações do Estado-Maior Geral), o General Yi Pyong-chol (Comandante da força aérea norte coreana), Almirante Chong Myong-do (Comandante da Marinha do povo coreano), o tenente-general Kim Yong-chol, o coronel geral Choe Kyong-song (chefes das forças especiais do exército), o general Choe Pu-il e o coronel geral Choe Sang-ryo (membros do Pessoal geral). Civis, como Jang Song-thaek (chefe do Departamento Administrativo), também tinham assentos na comissão. Na 4ª Conferência, Choe Ryong-hae foi nomeado vice-presidente da CMC; O vice-marechal Hyon Chol-hae, o general Ri Myong-su e Kim Rak-gyom foram eleitos para a comissão.

#### Comissão de controle
A Comissão de Controle, anteriormente a Comissão de Inspeção, é eleita pelo congresso do partido. As mudanças de pessoal podem ser feitas em uma conferência do partido ou pelo Comitê Central. Com o Departamento de Organização e Orientação e o Departamento de Assuntos Estruturais, a Comissão de Controle é um dos principais órgãos do PTC. É "responsável por regularizar a adesão" ao PTC e resolve questões disciplinares envolvendo membros do partido. Os assuntos investigados variam de corrupção a atividades antipartidárias e contrarrevolucionárias, abrangendo geralmente todas as violações das regras partidárias. As organizações partidárias de nível inferior (nível provincial ou municipal, por exemplo) e membros podem recorrer diretamente à comissão.

#### Comissão central de auditoria
A 3ª Conferência restabeleceu a Comissão Central de Auditoria (CCA), com Kim Chang-su e Pak Myong-sun, presidente eleito e vice-presidente, respectivamente, e 13 outros membros eleitos. Embora a 4ª Conferência tenha eleito membros da Comissão de Auditoria para preencher vagas, os nomes destes novos membros (e da associação geral do CCA) não foram divulgados ao público. Na 23ª Sessão Plenária do 6º Comitê Central em Março de 2013, o CCA inteiro foi substituído e as identidade desses novos membros também foi retida.

#### Aparelho administrativo
Embora sob o governo de Kim Jong-il, o aparelho do Comitê Central tenha sofrido várias reorganizações, alguns departamentos (principalmente os responsáveis pelos assuntos internos e organizacionais dos partidos: os departamentos de Organização e Orientação, Propaganda e Agitação e Assuntos Estruturais) ficaram praticamente inalterados.  Em contraste, os departamentos responsáveis por supervisionar a economia ou os assuntos sul-coreanos (como o Departamento Administrativo, que foi restabelecido em 2006 depois de fazer parte do Departamento de Organização e Orientação desde a década de 1990) foram freqüentemente reformulados. Embora o Departamento da Frente Unida tivesse seus altos e baixos durante o governo de Kim Jong-il, em 2006-2007 foi o centro de uma purga. Os departamentos de Planejamento Econômico e Política Agrícola foram abolidos em 2002-2003 para fortalecer o controle do gabinete da economia. Outras mudanças ocorreram em 2009 com o estabelecimento dos departamentos da Indústria de Cinema (ver: Festival Internacional de Cinema de Pionguiangue) e Indústria Leve; a Sala 38 foi incorporada a Sala 39 (e depois restabelecida), o Departamento de Ligação Externa foi transferido da jurisdição do PTC para o Gabinete, enquanto a Sala 35 (também conhecida como Departamento de Investigações Externas e Inteligência) e o Departamento de Operações foram transferidos da jurisdição do PTC para o departamento de reconhecimento do exército. Na 3ª Conferência, os observadores estrangeiros sabiam que o Departamento de Defesa Civil havia sido abolido, e certos chefes de departamento (Chong Pyong-ho, Kim Kuk-tae e Ri Ha-il, por exemplo) se aposentaram.
Órgãos e níveis do aparelho
| - Departamento de organização e orientação - Departamento pessoal - Departamento internacional - Departamento de finanças e planejamento - Departamento da indústria de defesa - Departamento da indústria leve - Departamento de assuntos gerais - Departamento de finanças e contabilidade - Sala 38 - Secretariado pessoal | - Departamento de propaganda e agitação - Departamento de assuntos militares - Departamento de organização de trabalho e constituição de capital - Departamento de ciência e educação - Departamento de frente - Departamento de filmes - Sala 39 - Instituto de história - Arquivo de documentos |

### Baixo escalão

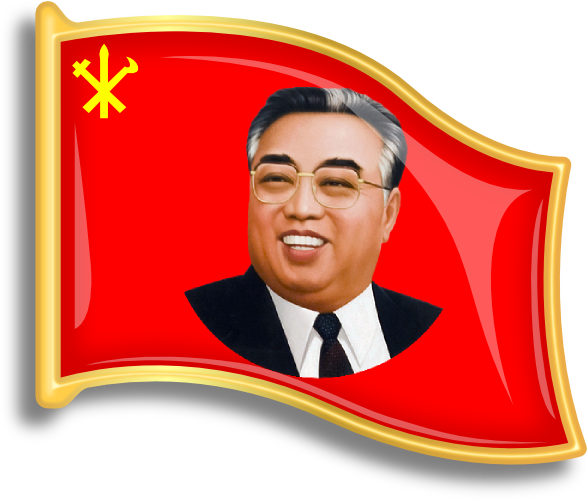
Broche com o símbolo do PTC e a imagem de Kim Il-sung.

O PTC tem organizações locais para os três níveis do governo: províncias (e municípios com status provincial); cidade especial, cidades comuns e distritos urbanos e, municípios e aldeias rurais. A Coreia do Norte tem nove províncias, cada uma com um comitê provincial do partido. A composição é decidida pelo PTC.
O PTC tem dois tipos de associações: regular e probatório. A adesão está aberta a partir dos 18 anos de idade e é concedida após a apresentação de um pedido (aprovado por dois membros do partido com pelo menos dois anos e boa reputação) a uma "célula".  O pedido é feito pela sessão plenária da célula e uma decisão afirmativa está sujeita à ratificação por um comitê do partido no nível municipal. Após a aprovação do pedido, um período de estágio obrigatório de um ano pode ser dispensado sob "circunstâncias especiais" não especificadas, permitindo que o candidato se torne um membro efetivo. O recrutamento está sob a direção do Departamento de Organização e Orientação e suas agências locais.
O PTC reivindicou uma participação de mais de três milhões em 1988, um aumento significativo dos dois milhões de membros anunciados em 1976. O aumento pode ter resultado da movimentação da mobilização do Movimento de Equipes de Três Revoluções. Informações posteriores sobre a adesão ao partido não foram divulgadas. O PTC tem três eleitorados: trabalhadores industriais, camponeses e intelectuais (trabalhadores de escritório). Desde 1948, os trabalhadores industriais constituíram a maior porcentagem de membros do partido, seguidos por camponeses e intelectuais. A partir da década de 1970, quando a população urbana da Coreia do Norte passou a 50%, a composição dos grupos do partido mudou. Mais pessoas trabalhando em empresas estatais eram membros do partido e o número de membros nas cooperativas agrícolas diminuiu.

## Ideologia
O PTC mantém uma imagem de esquerda  e normalmente envia uma delegação ao Encontro Internacional de Partidos Comunistas e Operários, onde recebe algum apoio. Sua resolução de 2011: "Comemoremos conjuntamente o Centenário de Nascimento do Grande Líder Camarada presidente Kim Il Sung como um grande festival político da humanidade mundial", foi assinado por 30 dos 79 participantes. O PTC também se vê como parte do movimento mundial esquerdista e socialista. Durante a Guerra Fria, o PTC e a Coreia do Norte tinham uma política de "exportadora de revolução", ajudando guerrilhas de esquerda em todo o mundo. No entanto, outros argumentam que a ideologia do PTC é nacionalista e xenófoba ou de extrema-direita.  

### Juche

#### Relações com o marxismo-leninismo
Seja qual for o nome e, no entanto, elaborada a seu pedido, a ideia do Juche de Kim não é mais do que o nacionalismo xenófobo que tem pouca relevância para o comunismo.

Suh Dae-Sook, autor de "Kim Il-sung: The North Korean Leader."
Juche desenvolveu-se de forma semelhante ao stalinismo (formalmente conhecido como "marxismo-leninismo" sob o governo de Stalin): um líder forte assumiu o poder, apresentando-se como o único defensor da ortodoxia ideológica. Muitos líderes norte-coreanos, antes e depois da morte de Stalin, consideravam o stalinismo como a única interpretação correta do marxismo. Embora o termo "Juche" tenha sido usado pela primeira vez no discurso de Kim Il-Sung (publicado em 1955), "Sobre a Eliminação do Dogmatismo e Formalismo e Estabelecimento do Juche no Trabalho Ideológico", o Juche como uma ideologia coerente não se desenvolveu até a década de 1960. Semelhante ao stalinismo, levou ao desenvolvimento de um sistema ideológico não oficial (posteriormente formalizado) que defende a liderança central do partido. Até cerca de 1972, o Juche foi chamado de "aplicação criativa" do marxismo-leninismo e "o marxismo-leninismo de hoje", e Kim Il-Sung foi aclamado como "o maior marxista-leninista do nosso tempo". No entanto, em 1976 o Juche tornou-se uma ideologia separada. Kim Jong-il o chamou de "uma ideologia única, os conteúdos e as estruturas que não podem simplesmente ser descritos como marxistas-leninistas".
No 5º Congresso, o Juche foi elevado ao mesmo nível do marxismo-leninismo. Ganhou proeminência durante a década de 1970, e no 6º Congresso, em 1980, foi reconhecido como a única ideologia do PTC. Durante a década seguinte, o Juche transformou-se numa ideologia prática e pura. Sobre a Ideia Juche, o texto principal sobre o Juche, foi publicado em nome de Kim Jong-il em 1982. O Juche é, de acordo com este estudo, inexoravelmente ligado a Kim Il-sung e "representa a ideia orientadora da Revolução Coreana... somos confrontados com a tarefa honrada de modelar toda a sociedade na ideia Juche". Kim Jong-il diz no trabalho que o Juche não é uma aplicação criativa do marxismo-leninismo, mas "uma nova era no desenvolvimento da história humana". A ruptura do PTC com as premissas marxistas-leninistas básicas é explicada claramente no artigo: "Vamos Marchar sob a bandeira do marxismo-leninismo e da Ideia Juche".
Apesar da concepção de Juche como uma "aplicação criativa do marxismo e do leninismo", há pouca conexão direta entre a teoria Juche e a última. As políticas são explicadas sem um raciocínio marxista ou leninista, tornando difícil a identificação de influências específicas dessas ideologias. É mais fácil conectar o Juche com o nacionalismo, mas não uma forma única de nacionalismo. Embora o PTC afirme ser socialista-patriótico, seu patriotismo socialista é semelhante ao nacionalismo burguês. A principal diferença é que o patriotismo socialista é o nacionalismo num estado socialista. O Juche desenvolveu como uma reação à ocupação, envolvimento e influência estrangeiras (principalmente pelos chineses e soviéticos) em assuntos da Coreia do Norte, e pode ser descrito como "uma reação normal e saudável do povo coreano à privação que sofreram sob a dominação estrangeira". No entanto, não há nada exclusivamente marxista ou leninista nesta reação. O principal motivo de sua descrição como "comunista" é que ocorreu em um estado socialista autoproclamado. O PTC (e a liderança norte-coreana em geral) não explicaram como suas políticas são marxistas, leninistas ou comunistas. O Juche é definido como "coreano" e os outros como "estrangeiros".

#### Preceitos básicos
Você me pediu para dar uma explicação detalhada sobre a ideia Juche. Mas não há um final para ela. Todas as políticas e linhas do nosso Partido emanam da ideia Juche e eles incorporam essa ideia.

Kim Il-sung, quando perguntado por um entrevistador japonês para definir o Juche.
O principal objetivo do Juche para a Coreia do Norte é a independência política, econômica e militar. Kim Il-sung, em seu discurso "Defenda o espírito revolucionário de independência, autoconfiança e autodefesa mais profundamente em todos os campos do Estado", na Assembleia Popular Suprema em 1967, resumiu Juche:
| “ | O governo da república implementará com toda consistência a linha de independência, auto sustento e autodefesa para consolidar a independência política do país (chaju), construir mais sólidamente os alicerces de uma economia nacional independente capaz de assegurar a completa unificação, a independência e a prosperidade de nossa nação (charip) e aumentando as capacidades de defesa do país, de modo a proteger a segurança da pátria de forma confiável por nossa própria força (chawi), incorporando esplendidamente a ideia do Partido de Juche em todos os campos. | ” |

O princípio da independência política conhecido como chaju é um dos princípios centrais do Juche. Juche enfatiza a igualdade e o respeito mútuos entre as nações, afirmando que cada estado tem o direito à autodeterminação. Na prática, as crenças na autodeterminação e na igualdade de soberania transformaram a Coreia do Norte numa monarquia hereditária. Conforme interpretado pelo PTC, ceder a pressão ou intervenção estrangeira violaria o chaju e ameaçaria a capacidade do país de defender sua soberania. Isso pode explicar por que Kim Jong-il acreditava que a revolução coreana falharia se a Coreia do Norte dependesse de uma entidade estrangeira. Nas relações com outros países socialistas, a China e a União Soviética, Kim Il-sung pediu cooperação, apoio mútuo e dependência, reconhecendo que era importante para a Coreia do Norte aprender com outros países. Apesar disso, ele abominou a ideia de que a Coreia do Norte poderia (ou deveria) depender das duas nações e não quisesse seguir dogmaticamente seu exemplo. Kim Il-sung disse que o PTC precisava "repelir resolutamente a tendência de engolir coisas não digeridas de outros ou imitá-las mecanicamente", atribuindo o sucesso da Coreia do Norte à independência do PTC na implementação de políticas. Para garantir a independência da Coreia do Norte, os pronunciamentos oficiais enfatizaram a necessidade de as pessoas se unirem sob o PTC e o Grande Líder.
A independência econômica (charip) é vista como a base material do chaju. Um dos maiores medos de Kim Il-Sung envolveu a dependência norte-coreana da ajuda externa. Ele acreditava que isso ameaçaria a capacidade do país de desenvolver o socialismo, que apenas um estado com uma economia forte e independente poderia fazer. Charip enfatiza uma economia nacional independente baseada na indústria pesada. Este setor, em teoria, dirigiria o restante da economia. Kim Jong-il disse:
| “ | Construir uma economia nacional independente significa construir uma economia livre de dependência dos outros e que se destaca, uma economia que serve o próprio povo e desenvolve a força dos recursos do próprio país e dos esforços das pessoas. | ” |

Kim Il-sung considerou crucial a independência militar (chawi). Reconhecendo que a Coreia do Norte pode precisar de apoio militar em uma guerra contra inimigos imperialistas, ele enfatizou uma resposta doméstica e resumiu a atitude do partido (e do estado) em relação ao confronto militar: "Nós não queremos guerra, nem tememos isso nem tampouco pedimos paz aos imperialistas".
De acordo com o Juche, por causa de sua consciência, o homem tem o último controle sobre ele e a capacidade de mudar o mundo. Isso difere do marxismo clássico, que acredita que os seres humanos dependem de sua relação com os meios de produção mais do que com eles próprios. A visão Juche de uma revolução liderada por um grande Líder, em vez de um grupo de revolucionários conhecedores, é uma ruptura com o conceito de um partido de vanguarda de Lenin.

### Nacionalismo
Karl Marx e Friedrich Engels não esclareceram a diferença entre o estado e a lei, focando nas divisões de classe dentro dos países. Eles argumentaram que a nação e a lei (como existiam então) seriam derrubadas e substituídas pela ditadura do proletariado. Esta foi a visão dominante dos teóricos soviéticos durante a década de 1920. No entanto, com Stalin no leme em 1929 este argumento foi atacado. Ele criticou a posição de Nikolai Bukharin de que o proletariado era hostil às inclinações do estado, argumentando que, desde que o estado (União Soviética) estava em transição do capitalismo para o socialismo, a relação entre o estado e o proletariado era harmoniosa. Em 1936, Stalin argumentou que o estado ainda existiria se a União Soviética chegasse ao modo de produção comunista se o mundo socialista fosse cercado por forças capitalistas. Kim Il-sung assumiu essa posição até sua conclusão lógica, argumentando que o estado existiria depois que a Coreia do Norte alcançou o modo de produção comunista até uma futura revolução mundial. Enquanto o capitalismo sobreviveu, mesmo que o mundo socialista predominasse, a Coreia do Norte ainda poderia ser ameaçada pela restauração do capitalismo.
O ressurgimento do termo "estado" na União Soviética sob Stalin levou ao ressurgimento da "nação" na Coreia do Norte sob Kim Il-Sung. Apesar das afirmações oficiais de que a União Soviética se baseou em "classe" em vez de "estado", o último foi revivido durante a década de 1930. Em 1955, Kim Il-sung expressou uma visão semelhante em seu discurso, "Sobre a Eliminação do Dogmatismo e Formalismo e Estabelecimento do Juche no Trabalho Ideológico":
| “ | O que estamos fazendo agora não é uma revolução em algum país estrangeiro, mas nossa revolução coreana. Portanto, toda ação ideológica deve beneficiar a revolução coreana. Para realizar a revolução coreana, deve-se conhecer perfeitamente a história da nossa luta nacional, da geografia da Coreia e dos nossos costumes. | ” |

A partir de então, ele e o PTC enfatizaram os papéis da "tradição revolucionária" e da tradição cultural da Coreia em sua revolução. Nas reuniões do partido, membros e quadros aprenderam sobre o prestígio nacional da Coreia do Norte e seu rejuvenescimento. Os costumes tradicionais foram revividos, para mostrar o valor coreano. Em 1965, Kim Il-sung afirmou que, se os comunistas continuassem a oposição à individualidade e à soberania, o movimento seria ameaçado pelo dogmatismo e pelo revisionismo. Ele criticou os comunistas que, segundo ele, subscreveram o "niilismo nacional ao lutar contra todas as coisas estrangeiras e denegrindo todas as coisas nacionais" ao tentarem impor modelos estrangeiros em seu próprio país. Na década de 1960, o Juche era uma ideologia de pleno direito que pedia um caminho distinto para a construção socialista norte-coreana e a não interferência em seus assuntos. No entanto, uma década depois, foi definido como um sistema cujo "princípio fundamental era a realização da soberania".
Embora os teóricos do PTC tenham sido inicialmente hostis aos termos "nação" e "nacionalismo" por causa da influência da definição stalinista de "estado", na década de 1970 sua definição foi alterada de "uma comunidade de pessoas estável e historicamente formada baseada em língua comum, território, vida econômica e cultura" para incluir "linhagem compartilhada." Durante a década de 1980, uma "vida econômica comum" foi removida da definição, com a "linhagem compartilhada" recebendo maior ênfase. Com uma transição democrática na Coreia do Sul e a dissolução da União Soviética, o PTC revisou o significado do nacionalismo. Anteriormente definido em termos stalinistas como uma arma burguesa para explorar os trabalhadores, o nacionalismo mudou de uma ideia reacionária para uma ideia progressista. Kim Il-Sung diferenciou o "nacionalismo" do que chamou de "nacionalismo genuíno". Enquanto o nacionalismo genuíno era uma ideia progressiva, o nacionalismo permaneceu reacionário:
| “ | O verdadeiro nacionalismo ("nacionalismo genuíno") é semelhante ao patriotismo. Somente um patriota genuíno pode se tornar um internacionalista devoto e verdadeiro. Nesse sentido, quando falo comunista, ao mesmo tempo, quero dizer nacionalista e internacionalista. | ” |

#### Alegações de xenofobia
Durante a década de 1960, o PTC começou a forçar os coreanos étnicos a se divorciarem de seus cônjuges europeus (que eram principalmente do bloco do Leste), com um alto funcionário do PTC que chama os casamentos "um crime contra a raça coreana" e as embaixadas do bloco do Leste no país começam acusar o regime do fascismo. Em Maio de 1963, um diplomata soviético descreveu o círculo político de Kim Il-Sung como uma "Gestapo política". Observações semelhantes foram feitas por outros oficiais do bloco do leste na Coreia do Norte, com o embaixador da Alemanha Oriental chamando a política "Goebbelsian" (numa referência a Joseph Goebbels, ministro da propaganda de Adolf Hitler). Embora isso tenha sido dito durante um momento crucial nas relações entre a Coreia do Norte e o Bloco Oriental, ele ilustrou a percepção do racismo nas políticas de Kim Il-Sung.
Em seu livro, The Cleanest Race, Brian Reynolds Myers descarta a ideia de que o Juche é a principal ideologia da Coreia do Norte. Ele vê sua exaltação pública como projetada para enganar os estrangeiros. Existe para ser louvado ao invés de ser seguido. Myers escreve que o Juche é uma ideologia falsa, desenvolvida para exaltar Kim Il-sung como um pensador político comparável a Mao Tsé-Tung. Em The Cleanest Race, o autor escreve que a política militar norte-coreana, o racismo e a xenofobia (exemplificada por incidentes baseados na raça, como a tentativa de linchamento de diplomatas cubanos negros e abortos forçados de mulheres norte-coreanas grávidas de crianças chinesas étnicas) indicam uma base política de extrema-direita (herdada do Japão imperial durante sua ocupação colonial da Coreia) e não na extrema esquerda.